# Edgar Pangborn
Pour les articles homonymes, voir Pangborn.
Edgar Pangborn, né le 25 février 1909 à New York, et mort le 1er février 1976 à Bearsville, New York (en), est un auteur américain de science-fiction et de romans historiques. Il a également publié un roman policier sous le pseudonyme de Bruce Harrison et des nouvelles policières  sous celui de Neil Ryder.

## Biographie
Il est le fils d’un attorney, qui est également éditeur, et de l’auteur de fantastique Georgia Wood Pangborn (1872-1958). Enfant doué d’une intelligence supérieure, il entre à l’Université Harvard en 1924, alors qu’il n’a que 15 ans, mais quitte l’établissement deux ans plus tard sans avoir obtenu de diplôme. Il entreprend ensuite sans succès des études en musique. Il composera néanmoins pendant toute sa vie des partitions musicales pour diverses formations restées inédites, en plus de jouer du violon et du piano pour son plaisir.
Il amorce sa carrière littéraire en 1930 avec la publication sous le pseudonyme de Bruce Harrison de A - 100, un roman policier.  Suivront des nouvelles policières publiées dans des pulps sous son patronyme ou sous le pseudonyme de Neil Ryder. 
Au déclenchement de la Deuxième Guerre mondiale, il travaille trois ans dans une ferme du Maine, puis sert dans le corps médical de l’armée américaine sur le front du Pacifique. 
Après le conflit, il retourne à l’écriture. En 1951, il fait une entrée remarquée dans la littérature de science-fiction avec la nouvelle Angel’s Egg.  Deux ans plus tard, il donne West of the Sun, un premier roman d’anticipation. Il impose toutefois son nom dans le genre avec Davy (1964), un récit situé après une guerre nucléaire mondiale où l'humanité régresse à une civilisation pré-industrielle. Ce thème, qu'il affectionne, est repris dans The Company of Glory (1974), tout comme dans plusieurs de ses nouvelles, dont les meilleures ont été recueillies dans Good Neighbors and Other Strangers (1972).

## Œuvre

### Romans

#### Série de science-fictionTales of a Darkening World: The Davy
- The Music Master of Babylon (1954)
- Davy (1964) Publié en français sous le titre Davy, précédé de Un miroir pour les observateurs, Paris, Opta, Club du livre d'anticipation no 44, 1973
- The Judgment of Eve (1966)
- The Company of Glory (1974)

#### Autres romans de science-fiction
- West of the Sun (1953)
- A Mirror of Observers (1954) Publié en français sous le titre Un miroir pour les observateurs, suivi de Davy, Paris, Opta, Club du livre d'anticipation no 44, 1973

### Romans historiques
- Wilderness of Spring (1958)

### Romans policiers
- A - 100: A Mystery Story (1930), signé Bruce Harrison Publié en français sous le titre Le Témoignage du singe, Paris, Librairie des Champs-Élysées, Le Masque no 200, 1936
- The Trial of Callista Blake (1961)

### Nouvelles

#### Recueils de nouvelles de la sérieTales of a Darkening World: The Davy
- Still I Persist in Wondering (1978)

#### Autres recueils de nouvelles
- Good Neighbors and Other Strangers (1972)

#### Nouvelles isolées de science-fiction
- Angel’s Egg (1951)
- The Music Master of Babylone (1954) Marginal N°7 ( Opta) Avril 1975 Publié sous le titre Le Maestro de Babylone
- The Red Hills of Summer (1959)
- The Golden Horn (1962)
- A War of No Consequence (1962)
- Longtooth (1970)
- Mount Charity (1971); Mount Charity, 1971
- Tiger Boy (1972)
- The World is a Sphere (1973)
- The Freshman Angle (1973)
- My Brother Leopold (1973)
- The Children’s Crusade (1974)
- The Legend of Hombas (1974)
- The Witches of Nupal (1974)
- The Night Wind (1974)
- Harper Conan and Singer David (1975)
- Mam Sola’s House (1975)

#### Nouvelles policières isolées
- Blind Road (1947)
- The Singing Stick (1952)
- Mrrrar! (1953)
- The Naked Man in the Elephant House (1959)
- Beyond a Reasonable Doubt (1962)

#### Nouvelles policières signées Neil Ryder
- Deadly Playthings (1933)
- Return of the Damned (1934)
- Burning Bridges (1934)

## Sources
- Jacques Baudou et Jean-Jacques Schleret, Le Vrai Visage du Masque, vol. 1, Paris, Futuropolis, 1984, 476 p. (OCLC 311506692), p. 237.